# Forbjerg
Et forbjerg er en hævet masse af land, der strækker sig ind i lavland eller en vandmasse. De fleste forbjerge er enten dannet fra en hård klipperyg, der har modstået den erosion, der har fjernet de blødere sten omkring den, eller er højderygge, der forbliver mellem to floddale hvor de danner et samløb. Et større forbjerg kaldes et kap omend de to ord i praksis ofte anvendes synonymt.